# Base naval de Sebastopol
La base naval de Sebastopol (en ruso: Севастопольская военно-морская база; en ucraniano: Севастопольська військово-морська база) es una base naval ubicada en Sebastopol, en la península de Crimea, que es territorio disputado por Rusia y Ucrania. La misma es una base de la Marina Rusa y la principal base de la Flota del Mar Negro.

## Geografía
La Base Naval de Sebastopol se encuentra ubicada en su totalidad dentro del territorio administrativo del municipio de Sebastopol. Sus varios muelles de amarre se encuentran localizados en varias bahías de Sebastopol – Severnaya (en ruso: Северная бухта; en ucraniano: Північна бухта), Yuzhnaya (en ruso: Южная бухта; en ucraniano: Південна бухта), Karantinnaya (en ruso: Карантинная бухта; en ucraniano: Карантинна бухта) entre otras.

## Historia
La construcción del puerto comenzó en 1772, mientras se desarrollaba la guerra ruso-turca (1768-1774), y finalizó en 1783, luego de que el Imperio ruso anexara Crimea. El 13 de mayo de 1783, los primeros once barcos de la Marina Imperial Rusa anclaron en la bahía de Sebastopol.
Durante la guerra de Crimea (1853-1856), todos los barcos grandes fueron hundidos adrede en la entrada de la bahía en 1854 para prevenir la entrada de barcos enemigos a la bahía. La ciudad se defendió durante 349 días del sitio impuesto por los ejércitos aliados de Francia, Reino Unido, Imperio otomano y Reino de Cerdeña. Finalmente el 9 de septiembre de 1855 los rusos abandonaron Sebastopol.
Durante la Primera Guerra Mundial, el Ejército Imperial Alemán ocupó Sebastopol el 1 de mayo de 1918 a pesar de las negociaciones en curso que condujeron a la firma del Tratado de Brest-Litovsk. Luego de más negociaciones, sus tripulaciones hundieron los barcos más importantes de la Flota del Mar Negro en la bahía Tsemes enfrente de Novorossiysk.
Durante la Segunda Guerra Mundial, la Flota del Mar Negro de la Marina Soviética pudo sobrellevar el primer ataque por aire de la Luftwaffe de la Alemania nazi. Sin embargo, luego de que la ciudad resistiera durante 250 días, Sebastopol finalmente cayó en manos de los alemanes el 4 de julio de 1942.
Luego de la disolución de la Unión Soviética a fines de 1991, el reclamo de la ahora Marina Rusa para utilizar la base naval fue inicialmente rechazado (dado que Crimea había sido transferida a la República Socialista Soviética de Ucrania en 1954, por lo que la base se encuentra en tierras del nuevo estado postsoviético de Ucrania). Desde ese entonces y hasta 2014, Rusia pagó un canon anual a Ucrania por el uso de la base, tal como se regula en el Tratado de partición de la Flota del Mar Negro y el pacto Járkov. Desde la anexión de Crimea por la Federación rusa en 2014, la base naval se encuentra nuevamente bajo control ruso.

## Galería

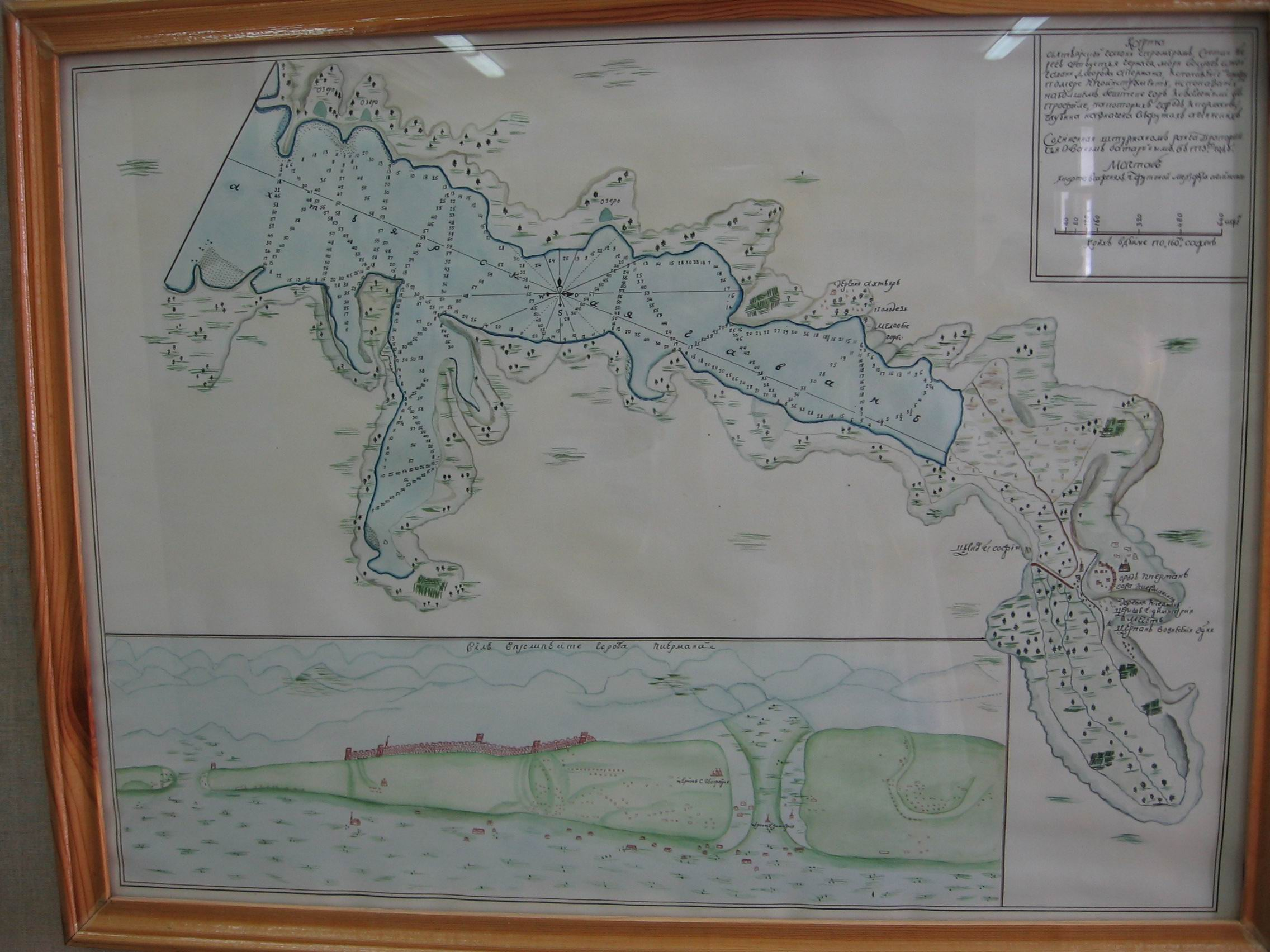
Primer mapa de la bahía de Akhtiar (Sebastopol), dibujado por el navegador Ivan Baturin y su equipo en 1773.
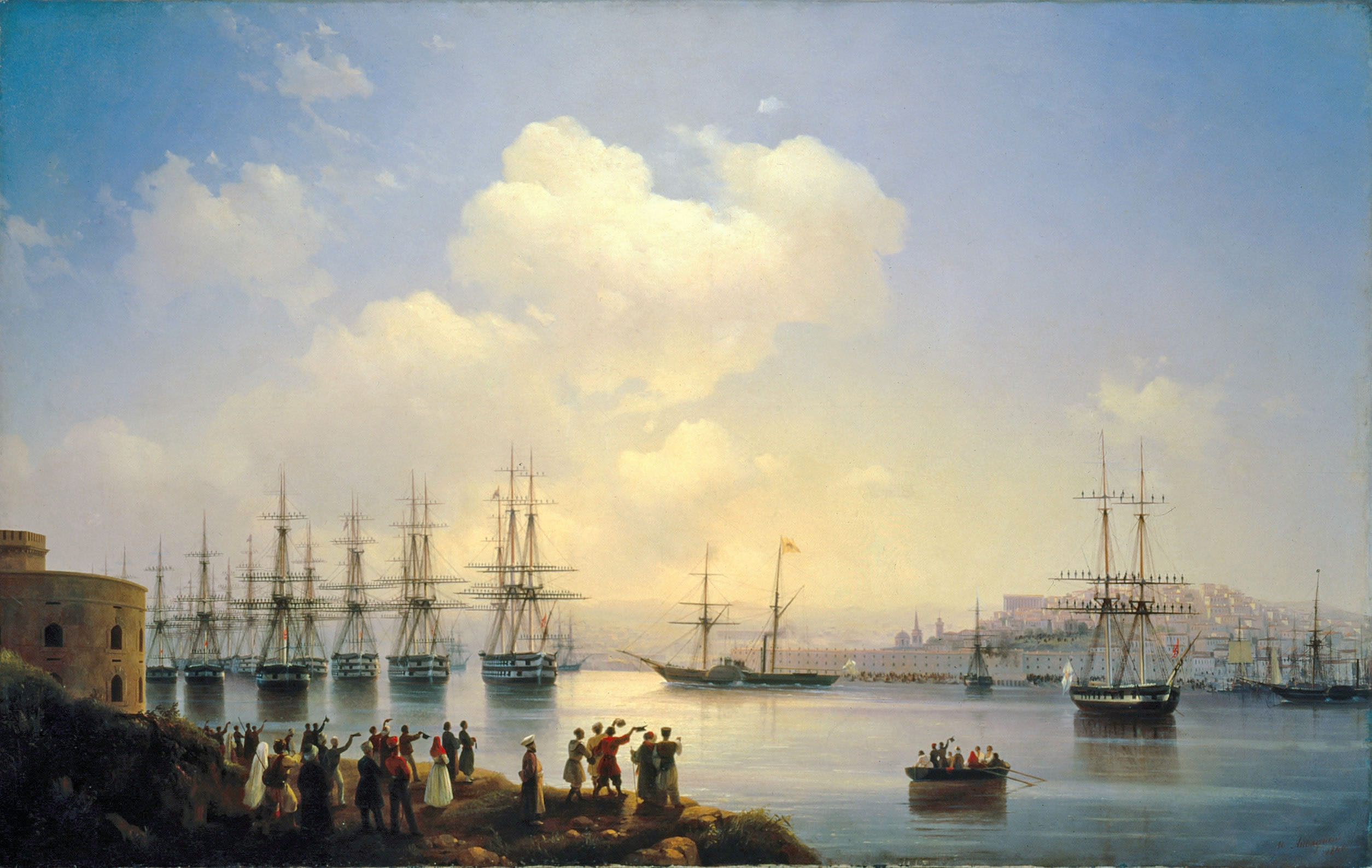
La escuadra rusa en el puerto de Sebastopol (1846), por Ivan Aivazovsky.
Mapa de Sebastopol, 1904.
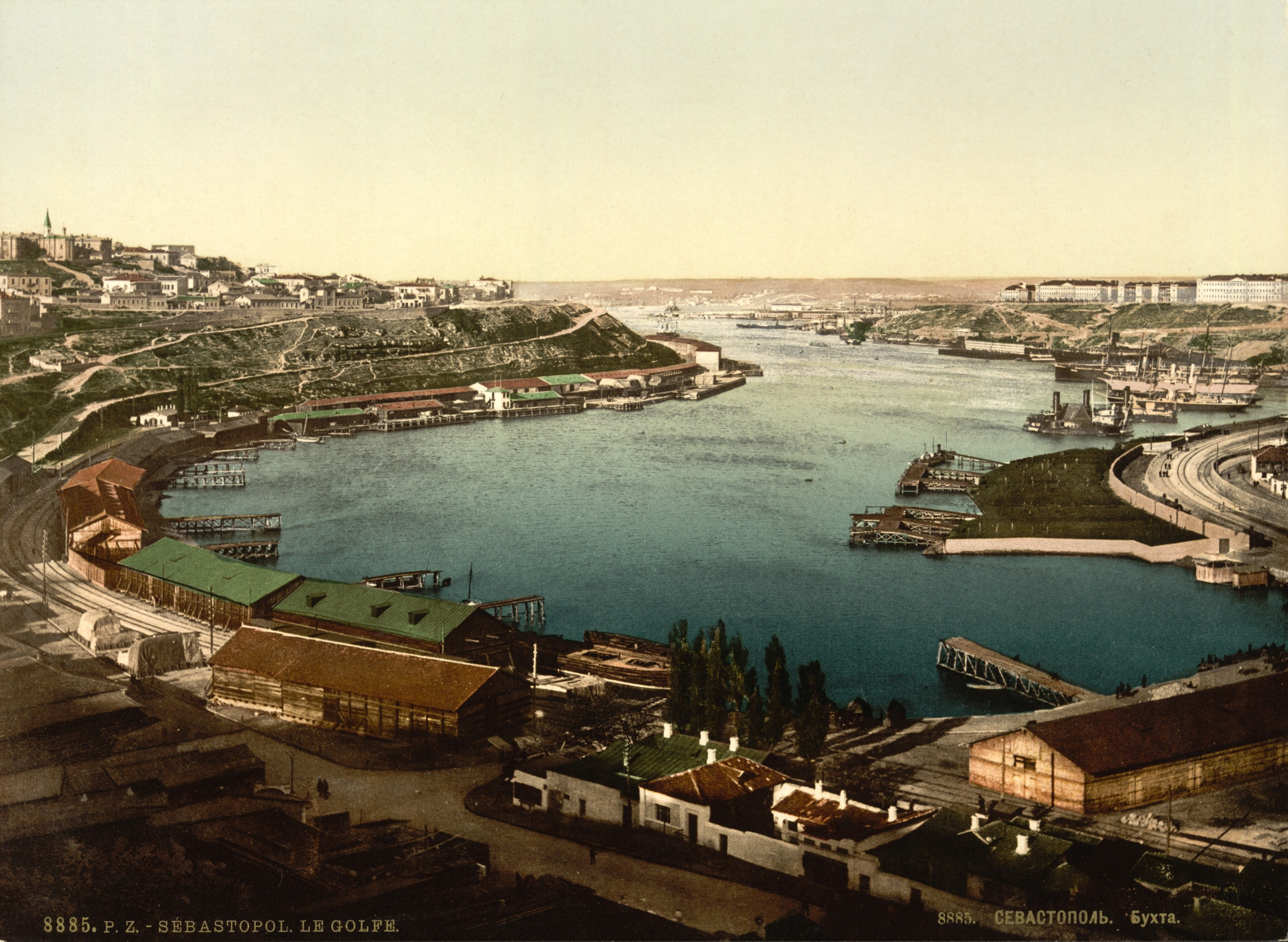
Vista coloreada de un sector del puerto, 1905.
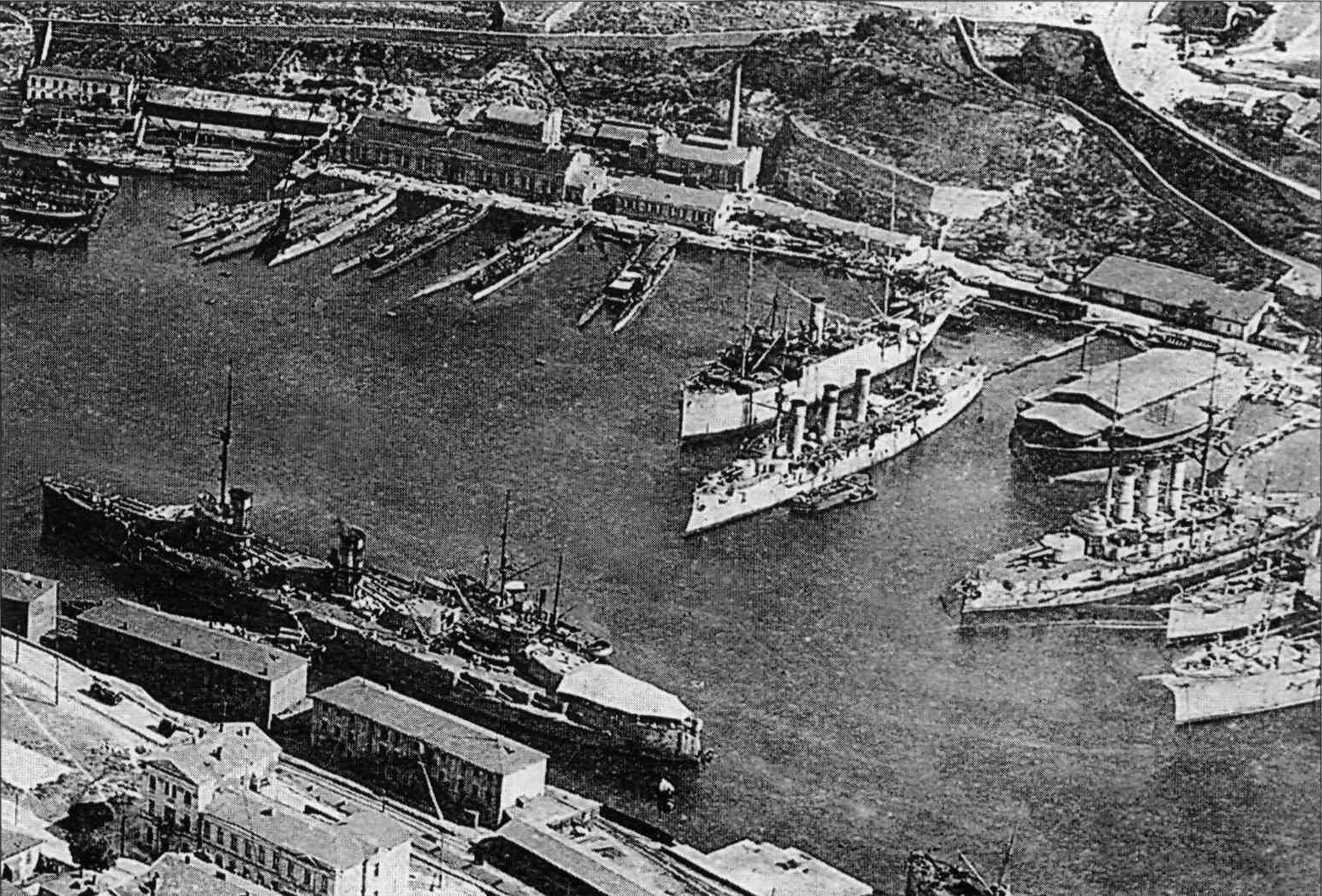
Vista aérea del puerto, agosto 1918.
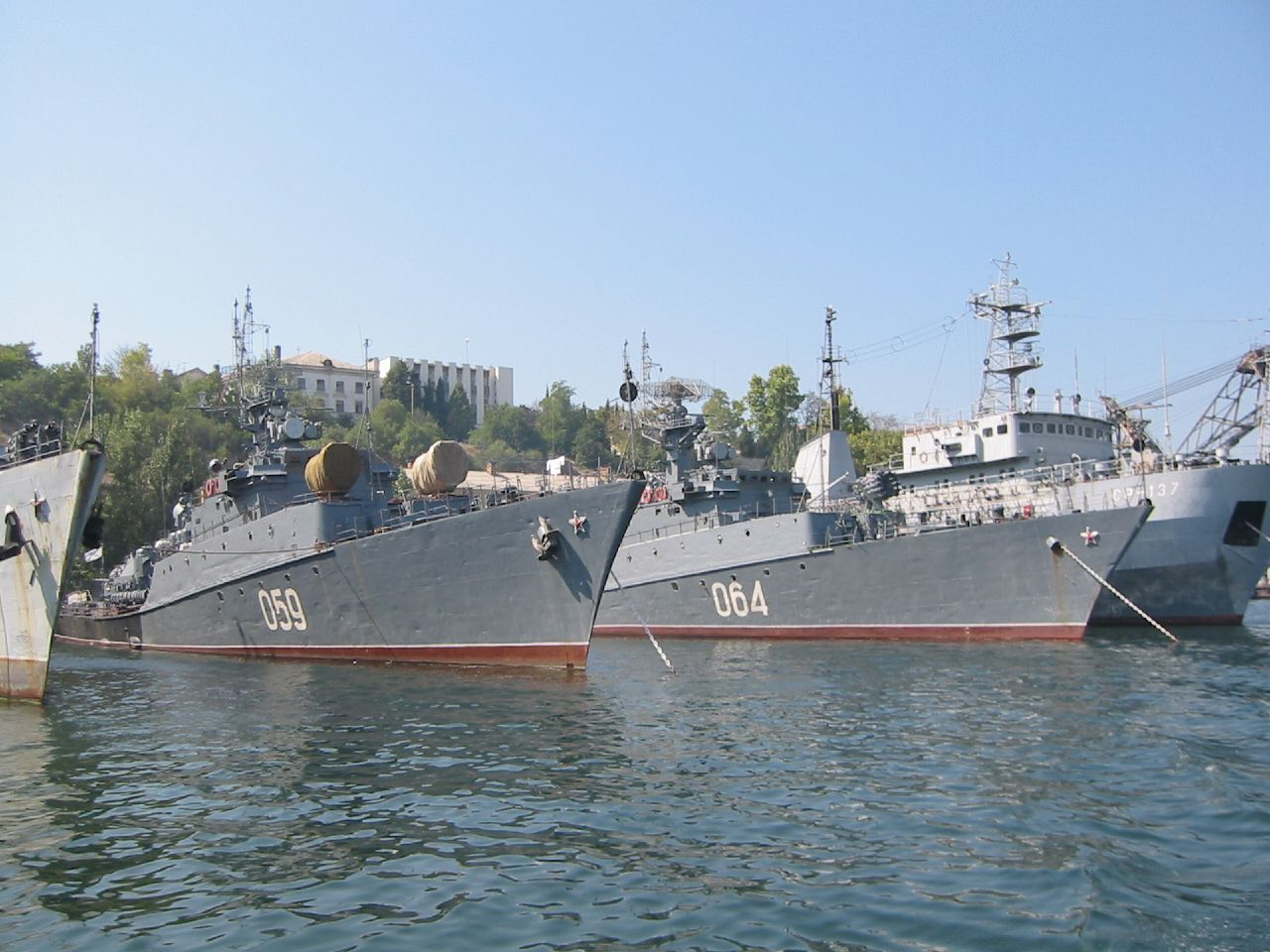
Barcos rusos en Sebastopol, 2005.
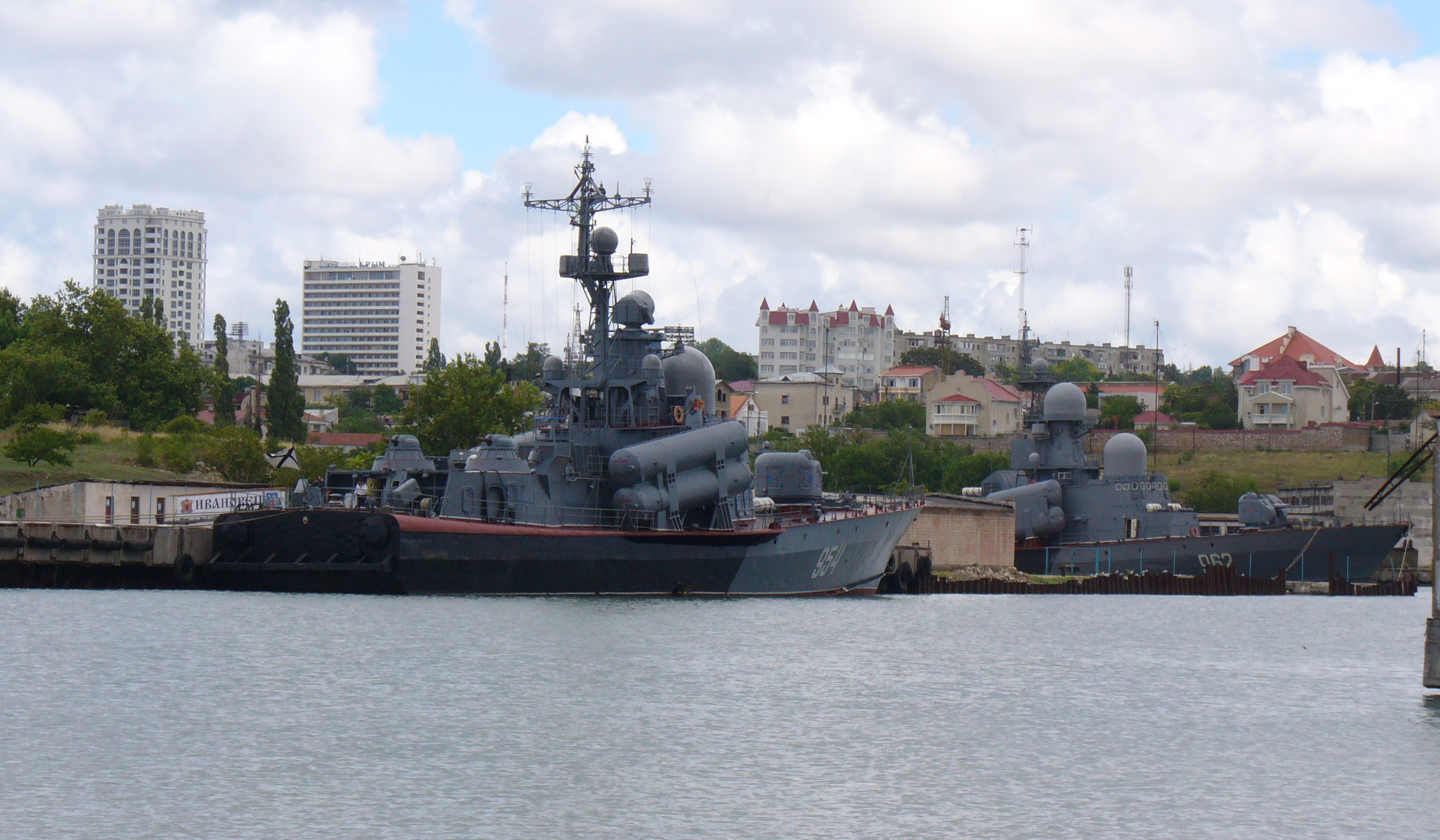
Barcos rusos en Sebastopol, 2008.
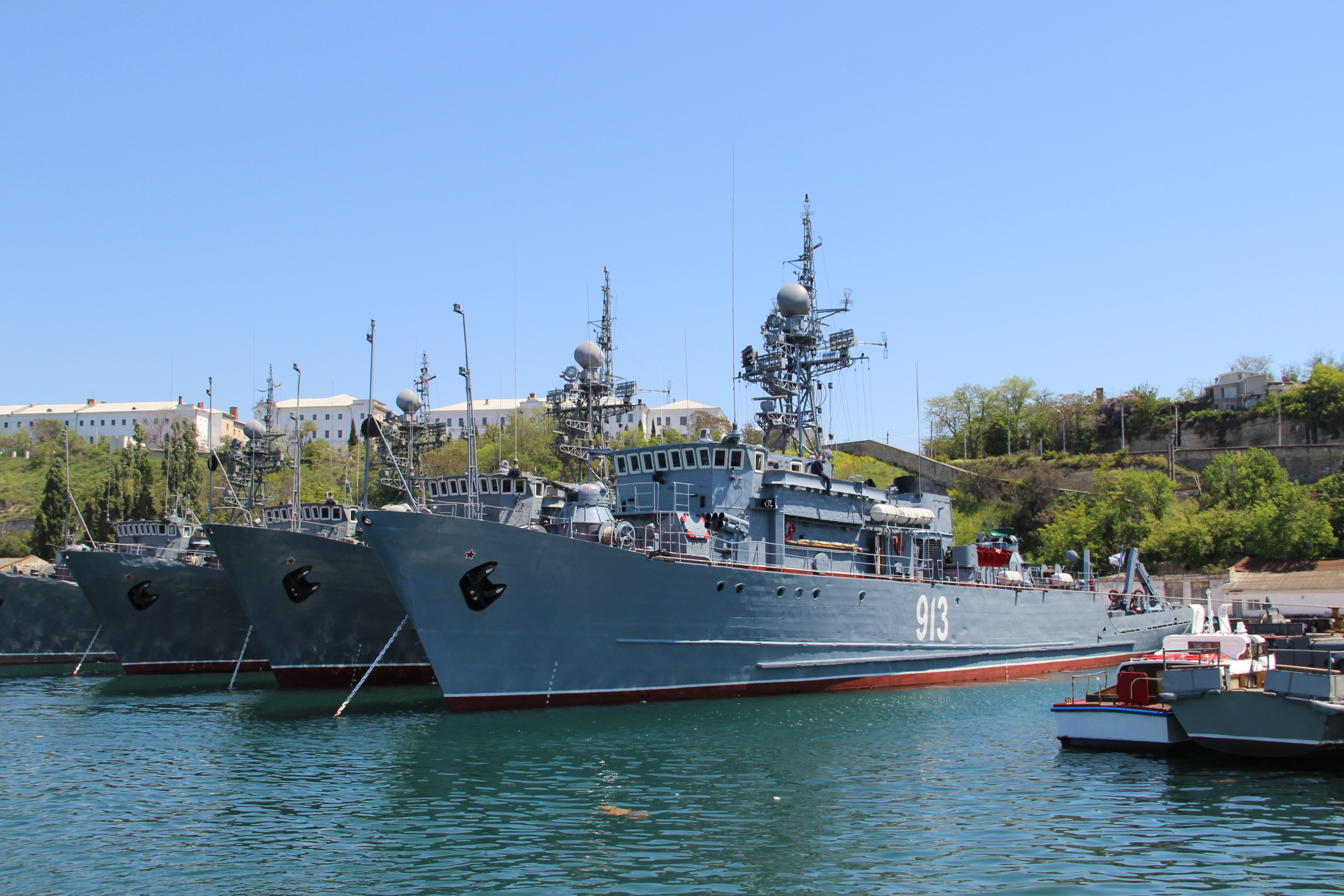
Barcos rusos en Sebastopol, 2015.